# Mountain Time Zone

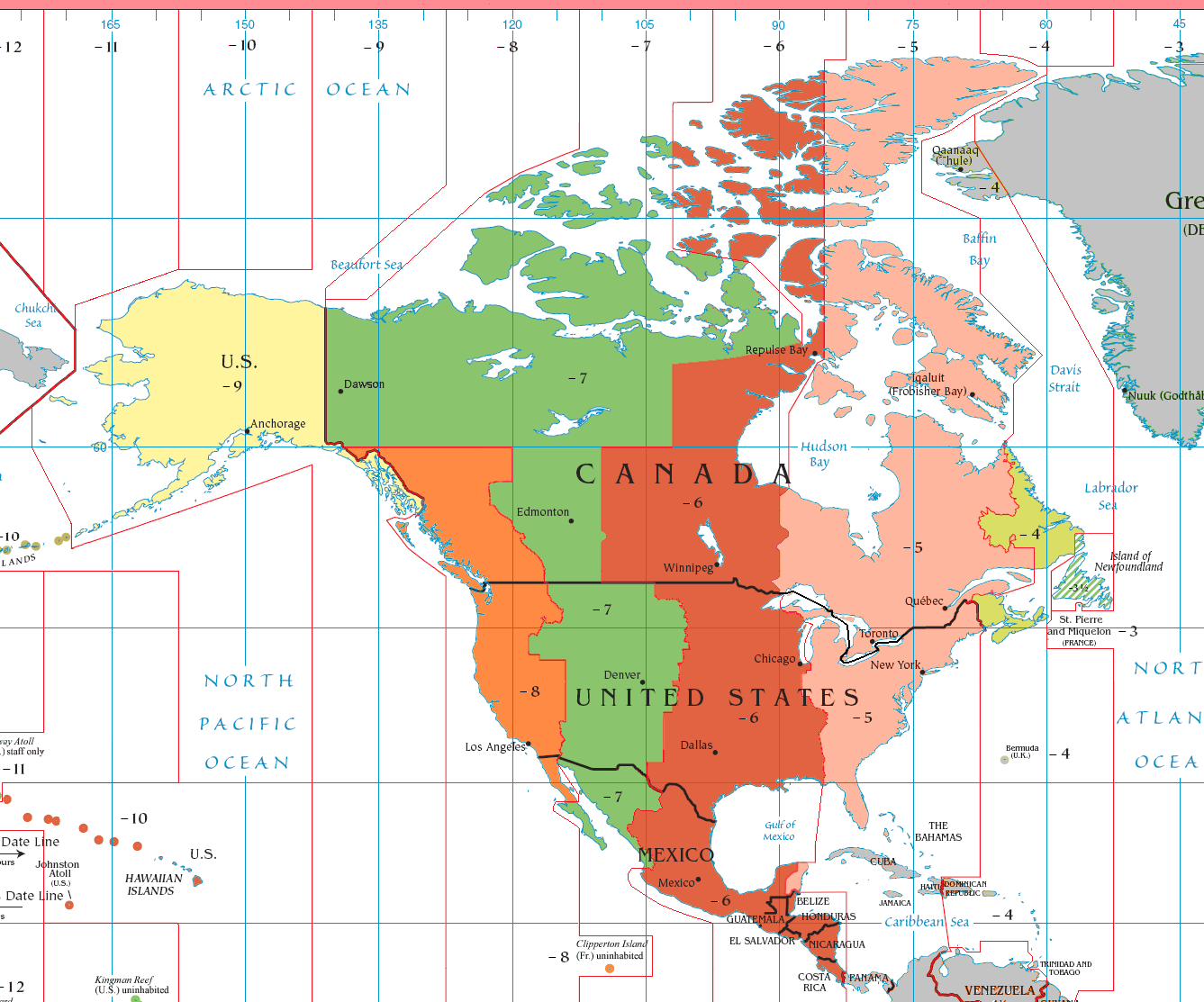

A Mountain Time Zone (jelentése: hegyvidéki időzóna) egy észak-amerikai időzóna, mely hét órával kevesebb a koordinált világidőtől (UTC), amikor a normál idő (UTC-07:00) van érvényben, és hat órával kevesebb, mint a nyári időszámítás (UTC-06:00). Ebben a zónában az zónaidő a Greenwichi Csillagvizsgálótól nyugatra lévő 105. hosszúsági körtől számított átlagos napidőn alapul. Az Amerikai Egyesült Államokban az időzónák elhelyezkedésének és a zónák közötti választóvonalaknak a pontos meghatározását a Code of Federal Regulations 49 CFR 71. tartalmazza.
Az Egyesült Államokban és Kanadában ezt az időzónát általánosan Mountain Time (MT) néven emlegetik. Konkrétan ez a hegyvidéki idő (MST), ha a normál időszámítást nézzük, és a hegyvidéki nyári időszámítás szerint (MDT), ha a nyári időszámítást nézzük. A kifejezés a Sziklás-hegységre utal, amely Brit Columbiától Új-Mexikóig terjed. Mexikóban ezt az időzónát tiempo de la montaña vagy zona Pacífico ("csendes-óceáni zóna") néven ismerik. Az Egyesült Államokban és Kanadában a hegyvidéki időzóna a csendes-óceáni időzónától keletre, a központi időzónától nyugatra található.
Egyes területeken 2007-től kezdődően a helyi idő március második vasárnapján hajnali 2 órakor MST-ről 3 óra MDT-re változik, és november első vasárnapján hajnali 2 órakor MDT-ről hajnali 1 óra MST-re tér vissza.
A mexikói Sonora és az Egyesült Államokban Arizona nagy része nem tartja be a nyári időszámítást, és a tavaszi, nyári és őszi hónapokban a csendes-óceáni nyári időszámítással megegyező időszámítást alkalmaznak. A Navajo Nemzet, amelynek nagy része Arizona területén fekszik, de átnyúlik Utah és Új-Mexikó területére, betartja a nyári időszámítást, bár a Hopi Rezervátum, valamint a Navajo Nemzet területén fekvő néhány arizonai állami hivatal nem.
A hegyi időzóna legnagyobb városa az arizonai Phoenix; Phoenix nagyvárosi területe a zóna legnagyobb nagyvárosi területe.

## Területei
Az alábbi államokban használják:
- Kanada
  - Alberta
  - Északnyugati területek (néhány kivétellel)
  - Nunavut - részben
  - Brit Columbia - északkeleti és délkeleti részében
  - Saskatchewan egy kis részében (nagy részében Central Standard Time van egész évben, ami megfelel a Mountain Daylight Saving Time nyári időszámításnak)
- USA
  - Arizona - többnyire nincs nyári idő
  - Colorado
  - Idaho - déli részén
  - Kansas - egy részén
  - Montana
  - Nebraska - nyugati részén
  - Nevada - kisebb részén
  - Új-Mexikó
  - Észak-Dakota - részben
  - Oregon - kisebb részén
  - Dél-Dakota - nyugati felében
  - Texas - kisebb részén
  - Utah
  - Wyoming
- Mexikó
  - Déli-Alsó-Kalifornia
  - Chihuahua
  - Nayarit (Bahía de Banderas kivételével)
  - Sonora (nincs nyári idő)
  - Sinaloa
  - Revillagigedo-szigetek - három szigeten a négyből, Szent Tamás-sziget, Szent Benedek-sziget és Roca Partida